# قية بلاغي
قية بلاغي هي قرية في مقاطعة مراغة، إيران. عدد سكان هذه القرية هو 468 في سنة 2006.